# Robyn Maher
Robyn Leigh Maher (Gull) (Ballarat, Victoria, 6 oktober 1959) is een Australische basketbalspeelster. Ze nam driemaal deel aan de Olympische Spelen en behaalde hierbij een bronzen medaille.

## Clubbasketbal
Maher begon haar loopbaan in 1981 in eigen land in de WNBL bij de Melbourne Telstars, waarna ze van 1982 tot 1989 zou uitkomen voor Nunawading Spectres. Met deze club werd ze zes maal Australisch landskampioen in 1983, 1984, 1986, 1987, 1988 en 1989. In 1990 ging ze spelen bij Hobart Islanders. Met deze club werd ze één maal Australisch landskampioen in 1991. In 1992 verhuisde ze naar Perth Breakers. Met deze club werd ze één maal Australisch landskampioen in 1992. Na één seizoen ging ze spelen voor Sydney Flames. Met deze club werd ze twee maal Australisch landskampioen in 1993 en 1997. In 2000 stopte ze met basketbal.

## Nationaal team
Maher werd voor het eerst geselecteerd voor de 'Opals' in 1979. In 1984 maakte Maher een eerste keer deel uit van de Australische olympische selectie. De Australische vrouwen behaalde een vijfde plaats. In 1988 maakte Maher een tweede keer deel uit van de Australische olympische selectie. In 1996 maakte Maher een derde keer deel uit van de Australische olympische selectie. De Australische vrouwen wonnen brons.

## Privé
De vader van Maher is de voormalige speler van de Victorian Football League, Jim Gull. Haar broer, Stewart Gull, speelde ook in de VFL. De echtgenoot van Maher is de voormalige Opals-coach Tom Maher.

## Erelijst
Nunawading Spectres
- Australisch landskampioen: 1983, 1984, 1986, 1987, 1988, 1989

 Hobart Islanders
- Australisch landskampioen: 1991

 Perth Breakers
- Australisch landskampioen: 1992

 Sydney Flames
- Australisch landskampioen: 1993, 1997

 Australië
- 1982:  Oceanisch kampioenschap
- 1985:  Oceanisch kampioenschap
- 1996:  OS Atlanta
- 1997:  Oceanisch kampioenschap
- 1998:  WK Duitsland